# قميلة خضراء الثمار
قميلة خضراء الثمار (الاسم العلمي:Torilis chlorocarpa) هو نوع غير مؤكد من النباتات يتبع جنس القميلة من الفصيلة الخيمية.